# 莫妮卡·柳

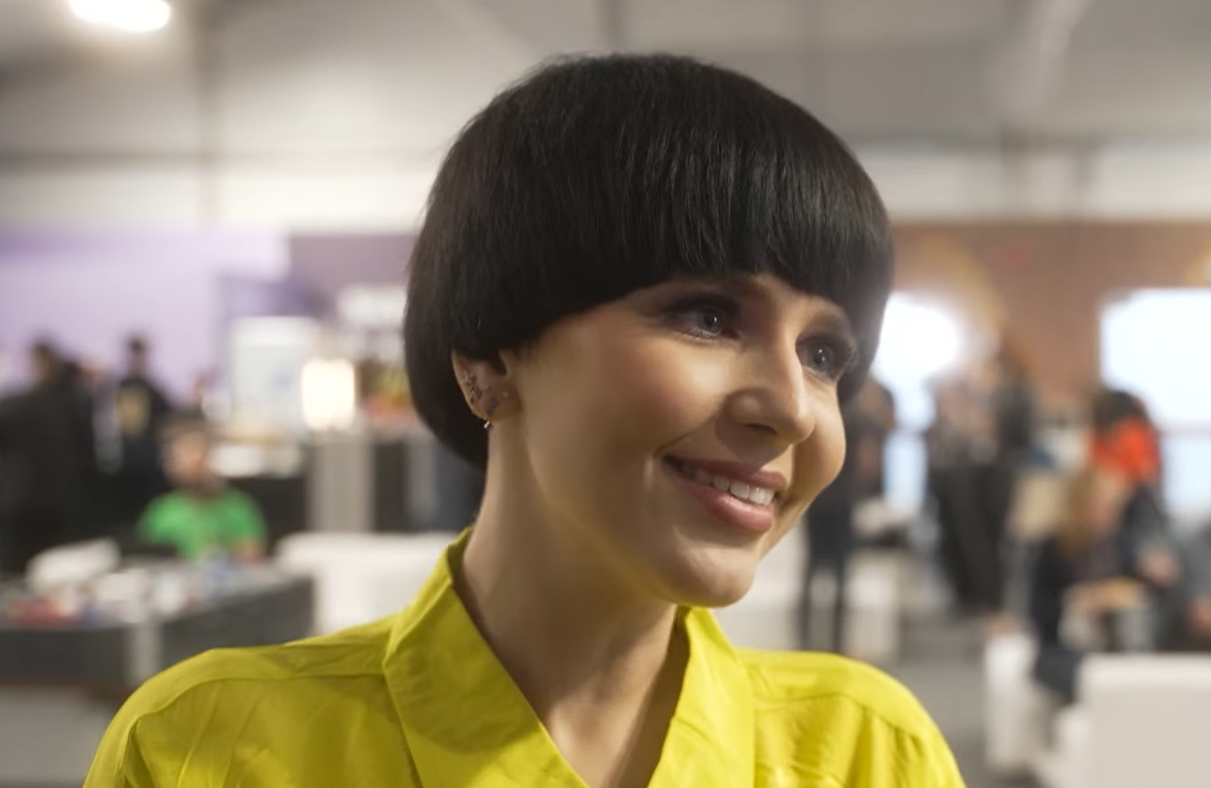
2022年5月接受采访时的莫妮卡·柳

莫妮卡·柳比奈特（1988年2月9日—），艺名为莫妮卡·柳，立陶宛歌手及歌曲创作者。
她以其歌曲《Sentimentai》代表立陶宛参加在都灵举办的2022年欧洲歌唱大赛。她在决赛中以128分的成绩排名第14位。